# San Miniato

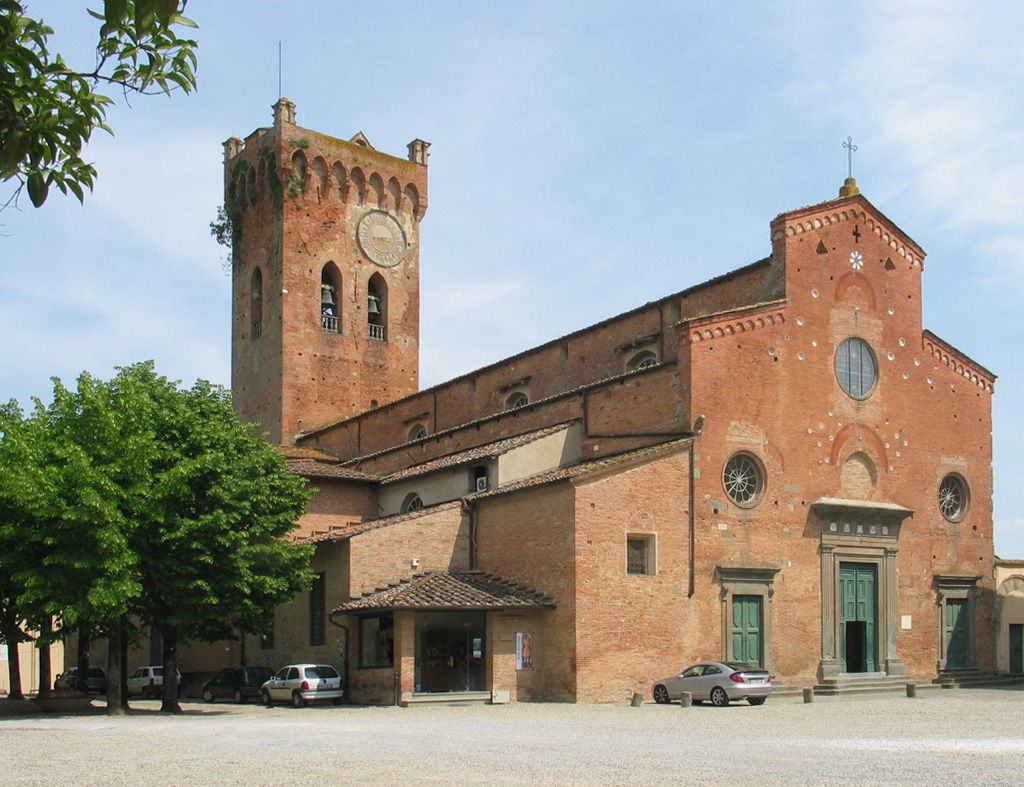
Katedra

San Miniato, także San Miniato al Tedesco – miejscowość i gmina we Włoszech, w regionie Toskania, w prowincji Piza.
Według danych na rok 2004 gminę zamieszkiwały 26 353 osoby, 258,4 os./km².

## Historia
- 783 - pierwsze wzmianki o wiosce powstałej wokół kaplicy zbudowanej przez Longobardów;
- XIII wiek - rozbudowa w czasie panowania Fryderyka II Hohenstaufa

## Zabytki
- XII-wieczna katedra.
- Ruiny twierdzy Rocca zbudowanej w XIII wieku na polecenie Fryderyka II.
- Piazza della Repubblica otoczona zabytkowymi budynkami.
- Museo Diocesano d'Arte Sacra - położone obok katedry, z zabytkami sztuki sakralnej, m.in. Ukrzyżowanie Filippa Lippi.

## Współpraca
Miejscowości partnerskie:
- Betlejem, Palestyna
- Silly, Belgia
- Villeneuve-lès-Avignon, Francja
- Wagadugu, Burkina Faso